# ملعب درايف بينك
ملعب درايف بينك (بالإنجليزية: DRV PNK Stadium)‏ المعروف سابقا باسم ملعب إنتر ميامي، هو أستاد كرة قدم يقع بمدينة فورت لودرديل بفلوريدا. تم بناء الاستاد في موقع ملعب نيو فورت لودردال ميامي السابق، وهو يتسع لحوالي 21000 مقعدًا، ويعتبر الملعب الرئيسي لنادي إنتر ميامي الذي ينافس في الدوري الأمريكي لكرة القدم والملعب الاحتياطي لإم إل إكس نكست برو [الإنجليزية] وإنتر ميامي ب. تم افتتاح الملعب في عام 2020 كمعقل مؤقت لفريق إنتر ميامي إلى حين الانتهاء من أشغال إنجاز ملعب فريدوم بارك المقترح.
الملعب هو المقر الرئيسي للفريق وأكاديمية الشباب التابعة له، بالإضافة إلى ملاعب تدريبية أخرى.

## وصلات خارجية
- الموقع الرسمي